# Archibald Hill Carmichael

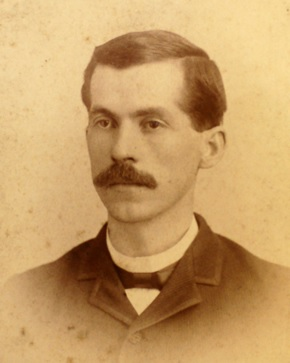
Archibald Hill Carmichael

Archibald Hill Carmichael (* 17. Juni 1864 bei Sylvan Grove, Dale County, Alabama; † 15. Juli 1947 in Tuscumbia, Alabama) war ein US-amerikanischer Rechtsanwalt und Politiker (Demokratische Partei).

## Werdegang
Archibald Carmichael besuchte eine öffentliche Schule. Dann graduierte er 1886 an der juristischen Fakultät der University of Alabama in Tuscaloosa. Seine Zulassung als Anwalt bekam er im gleichen Jahr, woraufhin er in Tuscumbia zu praktizieren begann. Er war zwischen 1890 und 1894 als Solicitor am 8. Gerichtsbezirk von Alabama tätig. Dann nahm er 1901 als Delegierter an der verfassungsgebenden Versammlung seines Staates teil. Er war zwischen 1907 und 1911 sowie noch einmal zwischen 1915 und 1919 Abgeordneter im Repräsentantenhaus von Alabama. In dieser Zeit hatte er zwischen 1907 und 1911 den Posten als Speaker inne.
Carmichael nahm als Delegierter (at large) an den Democratic National Conventions von 1916, 1928 und 1932 teil. Er saß zwischen 1919 und 1923 im Senat von Alabama. Ferner war er zwischen 1919 und 1947 Mitglied im staatlichen Bildungsausschuss sowie zwischen 1920 und 1947 im Bildungsausschuss von Tuscumbia. Darüber hinaus war er zwischen 1924 und 1947 Kurator an der University of Alabama. Carmichael wurde in den 73. US-Kongress gewählt, um dort die Vakanz zu füllen, die durch den Tod von Edward B. Almon entstanden war. Er wurde in den 74. US-Kongress wiedergewählt. Carmichael gehörte dem Repräsentantenhaus der Vereinigten Staaten vom 14. November 1933 bis zum 3. Januar 1937 an. Er entschied sich 1936 nicht ein weiteres Mal zu kandidieren. Danach ging er wieder seiner Tätigkeit als Anwalt nach, war aber auch bis zu seinem Tod im Bankgeschäft tätig. Er wurde auf dem Oakwood Cemetery beigesetzt.